# واونا (کالیفرنیا)
واونا (به انگلیسی: Wawona) یک منطقهٔ مسکونی در ایالات متحده آمریکا است که در شهرستان ماریپوزا، کالیفرنیا واقع شده‌است. واونا ۱۶٫۴۳۴ کیلومتر مربع مساحت و ۱۶۹ نفر جمعیت دارد و ۱٬۲۱۹ متر بالاتر از سطح دریا واقع شده‌است.